# ویلیر تریستینا–سله ایتالیا
ویلیر تریستینا–سله ایتالیا (ایتالیایی: Wilier Triestina–Selle Italia) تیم دوچرخه‌سواری در کشور ایتالیا است.
این تیم که در سال ۲۰۰۹ تأسیس شده در مسابقات مهمی همچون جیرو دیتالیا شرکت کرده‌است.